# Laurite
La laurite è un minerale.